# Ariston aristus
Ariston aristus là một loài nhện trong họ Uloboridae.
Loài này thuộc chi Ariston. Ariston aristus được miêu tả năm 1979 bởi Opell.